# 호커 헌터

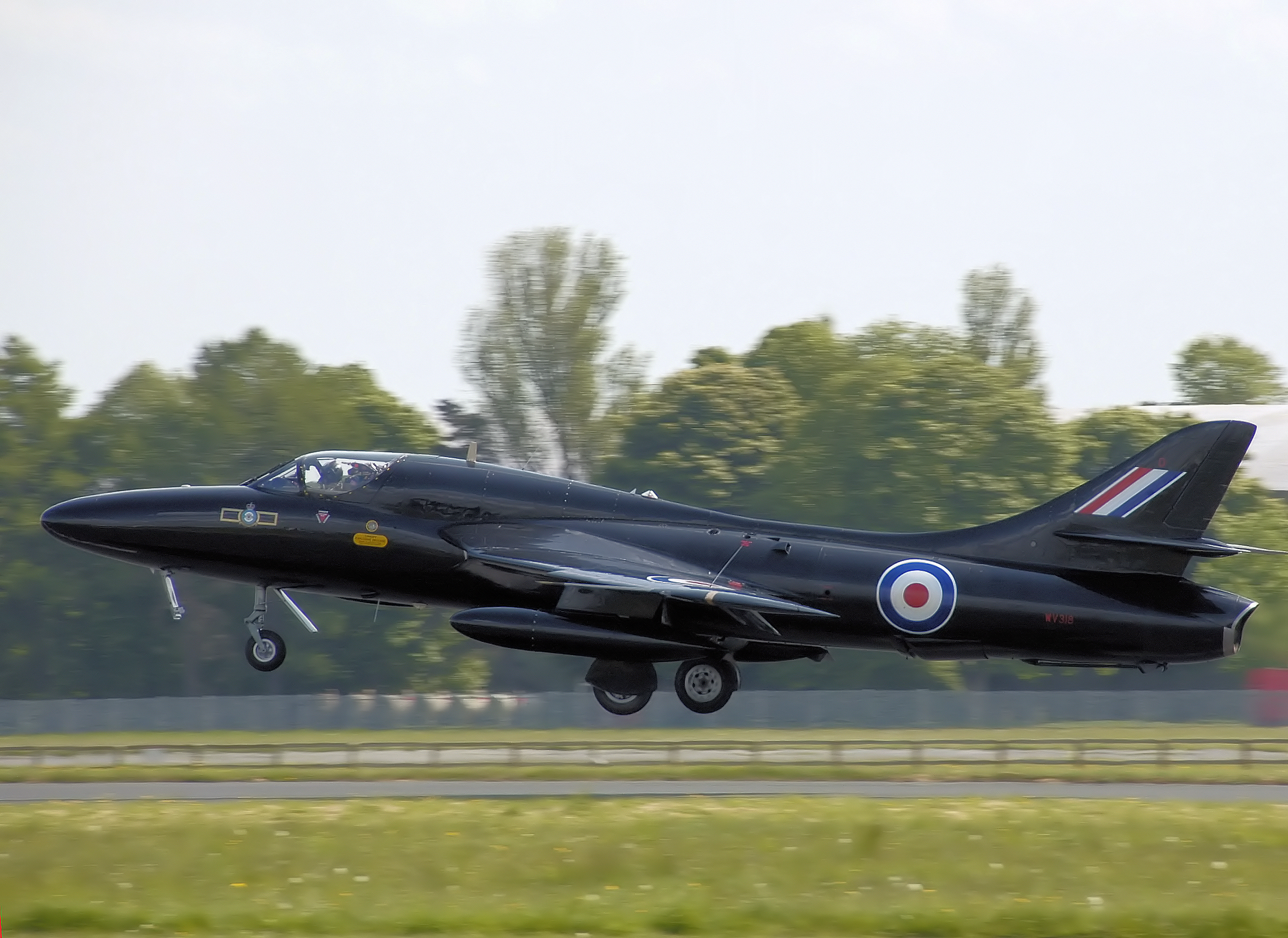
호커 헌터

호커 헌터(Hawker Hunter)는 영국의 항공기 제조 업체 호커 에어크래프트에서 개발하여 각국에서 사용된 제트 전투기이다. 영국 공군의 전투기인 글로스터 미티어의 후계기로서 개발되었다. 1960년대에 전투기로서의 역할을 마쳤지만, 대지 공격기형이 1970년까지 운용되었다. 30mm ADEN기관포 4문을 장비하였고 1문당 150발의 탄약을 적재하였다. 비행 성능 강화를 위하여 주익 앞전이dogtooth 형태로 설계되었다. 영연방 국가로 널리 수출되었으며 이미 구식화하고 대부분 퇴역했지만, 레바논은 2000년대까지 일선에서 사용하다 퇴역하였다.

## 같이 보기
- 노스아메리칸 F-86 세이버